# Obrtka
Obrtka je potok v České republice, levostranný přítok Úštěckého potoka. Je dlouhý 29,5 kilometru, plocha povodí měří 88,7 km² a průměrný průtok v ústí je 0,39 m³/s.

## Průběh toku
Obrtka pramení na západním okraji CHKO Kokořínsko ve vesnici Obrok, obec Tuhaň, asi 9 km východně od města Úštěk a teče jižním směrem přes Tuhanec a Tuhaň. Po 3,6 km u vsi Mošnice se obrací na západ a teče přes Sukorady a Velký Hubenov, až u Julčína se opět obrací k jihu. Teče přes Střížovice, Snědovice a Křešov, u Radouně se stáčí na severozápad a přes Čakovice, Velešice a Hoštku teče k soutoku s Úštěckým potokem jižně od obce Polepy. Cestou napájí několik menších rybníků.

## Mlýny
- Mastířovický mlýn – Mastířovice u Vrbice, okres Litoměřice, kulturní památka